# Вилијам Паулини-Тот
Вилијам Паулини-Тот (свк. Viliam Pauliny-Tóth; псеудоними: Amaranth, Boleslav, Budišovský, Marek Rozmarín, Lysický, Miloslavín, M. I. H., Mína, Mydloslav, Mydloslav Vechťovič, Podolský, Rozmarín, V. Miloslavín, V. Podolský; Сењица, 3. јун 1826 - Мартин, 6. мај 1877) био је словачки политичар, песник, публициста, преводилац, потпредседник Матице словачке и први председник Словачке народне странке.

## Биографија
Потиче из породице евангелистичког свештеника Фридриха Вилијама Паулинија и његове супруге Кристине Дедински. Одрастао је код рођака у Земјанским Подхрадјима. Мајка се 1837. године поново удала за Михала Диониза Долежала и преселила се у Модру.
Школовао се у Новом Месту на Ваху, Сењици, Комарну, Модри и на Лицеју у Братислави. Током студија био је под утицајем Људевита Штура, што је оставило велики траг на његово књижевно стваралаштво.
Радио је као педагог у племићкој породици, што му је омогућило да се упозна са Јаном Ротаридесом и Јанком Краљем. Касније је постао професор на Лицеју у Кремњици. За време Револуције 1848-49. регрутован је у војску Лајоша Кошута, из које је убрзо дезертирао, и 1849. је постао официр словачке побуњеничке војске. Након револуције радио је као службеник на неколико различитих позиција. Године 1855. Паулинија је у Кечкемету усвојио стриц његове супруге Вилме Тот. Тада је свом презимену додао презиме своје супруге - Тот од Туре и Тотмеђера (данас Палариково) (мађ. Tóth de Tőre et Tóthmegyer; свк. Tóth z Turej a Slovenského Medera).
Живео је у Будиму, потом у Скалици, а након смрти Карола Кузмањија преселио се у Мартин, где је постао вршилац дужности потпредседника Матице словачке и водећа личност политичког живота Словака. Заложио се за оснивање гимназије и Деоничарске штампарије у Мартину. Од 1871. до 1874. био је одговорни уредник Народних новина (Národnie noviny), у којима је објављивао и своје радове. Након забране Матице словачке 1875. године, заједно са Јозефом Милославом Хурбаном покушао је да уложи протестну ноту у Бечу. Био је први председник Словачке народне странке од 1871. до 1875. године.
Почасни члан Матице српске постао је 1864. године, а Српског ученог друштва 30. јануара 1869.

## Књижевник, преводилац, новинар
У Будиму је уређивао хумористички часопис Černokňažník (1861-1864) и белетристички часопис Sokol (1862-1869), које је касније наставио да објављује у Скалици. Такође је уређивао и Летопис Матице словачке. У својим делима је промовисао идеале борбе за народна и социјална права. У области прозе посветио се писању романа, приповетки и других кратких форми. Бавио се и превођењем са руског, немачког, француског и мађарског језика. Поред превода објавио је и неколико адаптација драма страних аутора. Осим поезије и кратке прозе, писао је и новинске чланке и серијале.